# Kronična vnetna črevesna bolezen
Kronična vnetna črevesna bolezen (KVČB) je bolezen prebavil, ki jo delimo na Crohnovo bolezen in ulcerozni kolitis. Pri približno 10 % razmejitev med boleznima ni možna (intermediarni kolitis). Bolezen poteka kronično in običajno vseživljenjsko, s poslabšanji in izboljšanji. Značilno je vnetje na različnih mestih prebavnega trakta, zaradi česar se pojavita driska (diareja) in bolečina v trebuhu. Bolezen se lahko pojavi v katerikoli starosti, najpogosteje pa med 20. in 30. letom.

## Pogostost
V ZDA in v zahodni Evropi je na 100.000 prebivalcev 80–120 obolelih za ulceroznim kolitisom (prevalenca), medtem ko je letna obolevnost 10 oseb na 100.000 prebivalcev (incidenca). Crohnova bolezen se pojavlja nekoliko redkeje kot ulcerozni kolitis, se je pa njena pogostnost v zadnjih 20 letih povečala za 2- do 3-krat.
V Sloveniji je incidenca ulceroznega kolitisa 5/100.000, Crohnove bolezni pa 3,6/100.000.
Bolezni se pojavljata pogosteje pri belcih, najpogosteje pri Židih. Pogosteje se pojavljata tudi v nekaterih družinah in pri enojajčnih dvojčkih. Družinska nagnjenost je večja pri Crohnovi bolezni. Zdi se, da kajenje cigaret pospeši nastanek in poslabšanje Crohnove bolezni, medtem ko zmanjša tveganje za ulcerozni kolitis. Nesteroidna protivnetna zdravila (NSAID) lahko poslabšajo obe bolezni.

## Etiopatogeneza
Vnetje je posledica aktivacije imunskega sistema v sluznici prebavil. Natančen vzrok ni poznan, vendar domnevajo, da normalna bakterijska flora sproži imunski odziv pri posameznikih, ki imajo določeno genetsko nagnjenost (ki morda vključujejo nenormalno epitelijsko pregrado in imunski sistem v sluznici). Do sedaj niso odkrili nobenega okoljskega, prehrambenega ali kužnega (infektivnega) dejavnika za nastanek bolezni.

## Klinični simptomi in znaki
Skupna značilnost obeh bolezni je driska, ki jo spremljajo bolečine v trebuhu. Čeprav sta si Crohnova bolezen in ulcerozni kolitis podobna v kliničnem poteku, simptomih in znakih, v morfoloških značilnostih in v odzivnosti na protivnetna zdravila, pa ju v večini primerov lahko ločimo med sabo (tabela).
| CROHNOVA BOLEZEN                                                                     | ULCEROZNI KOLITIS                                     |
| ------------------------------------------------------------------------------------ | ----------------------------------------------------- |
| V 80 % je prizadeto tanko črevo.                                                     | Po navadi omejen na debelo črevo.                     |
| Kri v blatu običajno ni vidna, če ni prizadeto debelo črevo.                         | V blatu je vedno vidna kri.                           |
| Pogosti so ognojki (abscesi), fistule in spremembe okrog zadnjika.                   | Fistule in spremembe okrog zadnjika se ne pojavljajo. |
| Vnetje zajame celotno črevesno steno.                                                | Vnetje je omejeno na sluznico črevesne stene.         |
| Prizadetost prebavil ni zvezna – področja vnetja se izmenjujejo z zdravimi področji. | Prizadetost je zvezna, od zadnjika navzgor.           |

### Izvenčrevesna prizadetost
Pri obeh oblikah KVČB so v 10–15 % lahko poleg prebavil prizadeti še drugi organi. Najpogosteje so prizadeti sklepi (artritis, ankilozirajoči spondilitis), koža (nodozni eritem, gangrenozna pioderma) in oči (episkleritis, iritis, uveitis). Pri nekaterih so lahko prizadeta tudi jetra (blag hepatitis, zamaščenost ...).
Prizadetost sklepov je pogosta in sovpada z aktivnostjo bolezni. Kaže se z bolečino in omejeno gibljivostjo (jutranja okorelost) velikih in malih sklepov, predvsem kolena, gležnja in zapestja. Značilne so tudi bolečine v križu.
Zaradi vnetega ali skrajšanega črevesa (po operaciji) lahko pride do slabše absorpcije (malabsorpcije) in posledično do pomanjkanja vitaminov in mineralov. Posledično se razvijejo anemija, pomanjkanje kalcija in magnezija, motnje strjevanja krvi, motnje v kostni gostoti, upočasnjena rast pri otrocih itd.

## Diagnoza in terapija
Laboratorijske preiskave so pri KVČB precej neznačilne. Za diagnozo je potrebna endoskopija (kolonoskopija) oz. rentgenska kontrastna preiskava, če kolonoskopija ni mogoča ali je kontraindicirana. Radioizotopna preiskava z označenimi levkociti je dopolnilna preiskava, s katero se oceni mesto, jakost in razširjenost vnetja ter prisotnost ognojkov.
Zdravljenje je usmerjeno v zmanjševanje vnetja. Poleg podpornega zdravljenja (prehrana) se uporabljajo še 5-aminosalicilna kislina (sulfasalazin, mesalazin), kortikosteroidi (budenozid), imunosupresivi (azatioprin, metotreksat), biološka zdravila (infliksimab) in antibiotiki (metronidazol). Redko je potrebno kirurško zdravljenje (odstranitev obolelega dela črevesa).

## KVČB in nosečnost
KVČB je lahko vzrok slabše plodnosti pri obeh spolih. Bolezen sama po sebi ni kontraindikacija za nosečnost ali indikacija za splav, je pa priporočljivo, da oboleli načrtujejo družino. Najprimerneje je, da bolnica zanosi v času izboljšanja bolezni in ko ne jemlje več zdravil. V večini primerov se otroci rodijo zdravi, nekateri imajo manjšo porodno težo, nekateri pa se rodijo prezgodaj. Med nosečnostjo lahko bolezen ostane nespremenjena, lahko se izboljša ali poslabša. Možno je tudi, da se bolezen prvič pojavi v nosečnosti ali kmalu po porodu.

## Potek in prognoza
Potek bolezni je kroničen in le redki ozdravijo. Do popolnega izboljšanja (remisije) pride pri okoli 90 % bolnikov, vendar so izboljšanja različno dolga. Potek bolezni je lahko zelo različen in nepredvidljiv, vendar nikakor ni brezupen. Pričakovana življenjska doba je sicer nekoliko krajša v primerjavi z zdravimi ljudmi, vendar večina bolnikov zelo dolgo opravlja svoje običajno delo.